# Réserve naturelle de Vassbunn
La réserve naturelle de Vassbunn (12 hectares, dont environ 0,57 hectares de superficie de terres) est une réserve naturelle norvégienne, créée  par résolution royale le 22 juin 2018, conformément à la loi du 19 juin 2009 sur la gestion de la biodiversité de la nature et sous l'égide du ministère de l'Écologie et du Climat. La zone de protection est incluse dans la zone de conservation des oiseaux de Tyrifjorden. La zone de conservation est situé à Geithus dans la commune de Modum, comté de Buskerud.
La réserve naturelle a pour but de préserver une zone humide riche et d'une grande valeur pour la diversité biologique. Elle revêt une importance particulière en tant que zone de nidification pour les oiseaux des zones humides et d'autres oiseaux associés à ce type d'habitat.
La zone de conservation se compose d'un plus grand plan d'eau et de trois petites îles à l'extrémité sud du lac de Bergsjøen, et elle commence là où la zone de protection du biotope de Vikersund–Bergsjø se termine. Le plan d'eau, également connue sous le nom de Vassbonn, reçoit un approvisionnement en eau de Kollebekken à l'extrémité sud. À l'extrémité nord de la zone, Sønstebybekken se jette dans le lac de Bergsjøen.